# Kalkkoaivi
Kalkkoaivi är ett berg i Finland. Det ligger i Enontekis i landskapet Lappland, i den norra delen av landet, 1 000 km norr om huvudstaden Helsingfors. Toppen på Kalkkoaivi är 682 meter över havet, eller 157 meter över den omgivande terrängen. Bredden vid basen är 3,2 km.
Terrängen runt Kalkkoaivi är platt åt sydost, men åt nordväst är den kuperad.  Trakten runt Kalkkoaivi är nära nog obefolkad, med mindre än två invånare per kvadratkilometer. Det finns inga samhällen i närheten. Omgivningarna runt Kalkkoaivi är i huvudsak ett öppet busklandskap.